# Christina der Nederlanden
Maria Christina, Prinses der Nederlanden, Prinses van Oranje-Nassau, Prinses van Lippe-Biesterfeld (Baarn, 18 februari 1947 – Den Haag, 16 augustus 2019) was het jongste kind uit het huwelijk van koningin Juliana der Nederlanden en prins Bernhard van Lippe-Biesterfeld. Haar roepnaam was Marijke bij haar geboorte en vanaf 1963 Christina.

## Jeugd en studie
Christina werd geboren op Paleis Soestdijk in Baarn, de vaste residentie van haar ouders. Haar moeder was toen nog kroonprinses. Op 9 oktober 1947 werd ze gedoopt in de Dom van Utrecht. Tot haar peetouders behoorden Winston Churchill, groothertogin Charlotte van Luxemburg en de Zweedse kroonprins Gustaaf.
Christina's roepnaam was aanvankelijk Marijke. De prinses besloot in 1963 haar tweede voornaam Christina voortaan als roepnaam te gebruiken. Zij had drie oudere zussen, Beatrix, Irene en Margriet en twee jongere halfzussen van vaderszijde.
Christina werd geboren met een oogafwijking, doordat haar moeder tijdens de zwangerschap besmet werd met rodehond. Christina werd geboren met één blind oog; aan het andere was zij erg slechtziend, vanwege een vertroebeling van de ooglens. Lange tijd vreesden haar ouders dat ze ook aan haar tweede oog blind zou worden. In de hoop genezing te vinden, kwam Juliana in contact met de gebedsgenezeres Greet Hofmans, door Bernhard aan haar voorgesteld. Het zou uiteindelijk leiden tot wat de Greet Hofmans-affaire is gaan heten.
Christina is net als haar zussen scout geweest. Zij was kabouter en later padvindster.
Op 18 februari 1965 werd Christina staatsrechtelijk meerderjarig. Zij mocht in dat jaar voor het eerst officieel aan de opening van de Staten-Generaal deelnemen. Op 14 oktober 1967 opende zij in Heerenveen-Zuid het ijsstadion Thialf. Tot en met 1974 vergezelde ze haar ouders op de derde dinsdag van september in de Ridderzaal.
Bij de huwelijken van haar zussen Beatrix en Margriet was Christina een van de bruidsmeisjes.
In september 1965 ging ze een oriënterende studie volgen aan de sociale academie De Horst in Driebergen. Ze volgde niet alle lessen, maar schonk speciale aandacht aan de vakken psychologie, sociologie en cultuurgeschiedenis. Christina studeerde vanaf najaar 1966 voor een MO A-akte pedagogiek, maar volgde ook colleges aan de Rijksuniversiteit Groningen. Daar was ze lid van de vrouwelijke studentenvereniging Magna Pete. Ze beëindigde die opleiding voortijdig om in najaar 1968 naar Canada te verhuizen voor een zang- en muziekopleiding aan de École de musique Vincent-d'Indy in Montreal. Ze zette drie jaar later haar studie voort aan de muziekfaculteit van de plaatselijke McGill-universiteit.

## Huwelijk, gezin, scheiding

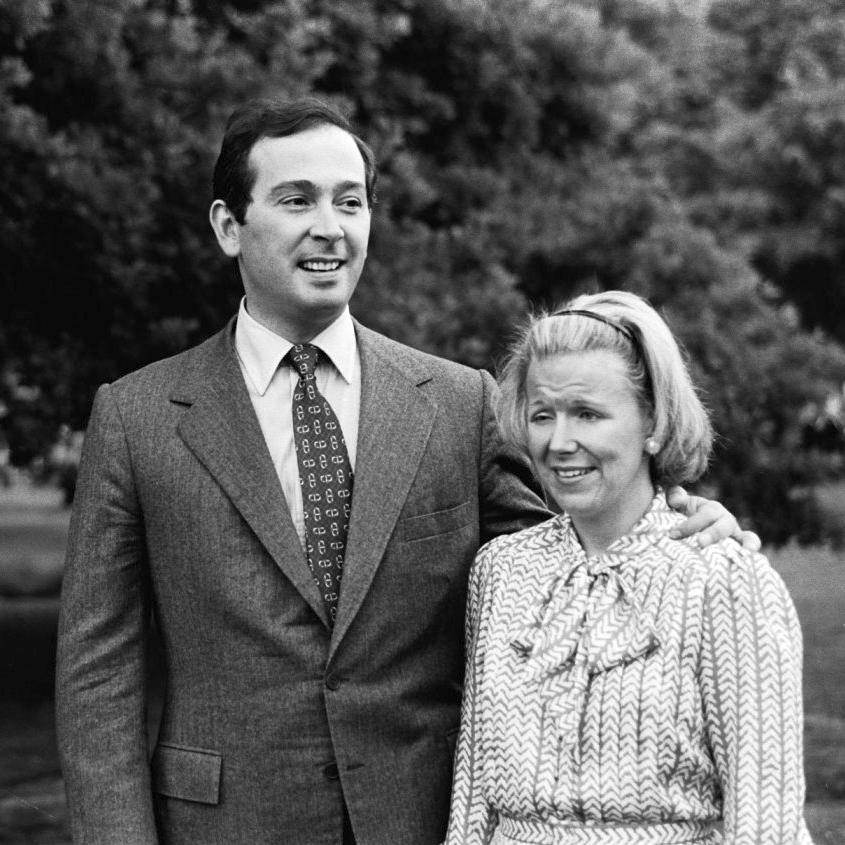
Jorge Guillermo en Christina in 1980.

Op 28 juni 1975 trouwde Christina met Jorge Guillermo. Het burgerlijk huwelijk vond plaats in het gemeentehuis van Baarn. Burgemeester Jan van Haeringen trad op als ambtenaar van de burgerlijke stand. Het kerkelijk huwelijk werd dezelfde dag voltrokken in de Domkerk te Utrecht, waarvan 1050 genodigden getuige waren. Aangezien haar echtgenoot van rooms-katholieke komaf was en Christina Nederlands-Hervormd koos het paar voor een oecumenische huwelijksvoltrekking. Voor het huwelijk was door de regering - conform de wens van Christina - geen toestemming aan de Staten-Generaal gevraagd. Christina werd daardoor uitgesloten van erfopvolging en was vanaf haar huwelijksdag geen lid meer van het Koninklijk Huis.
Christina had eigenlijk niet in Nederland kunnen trouwen, aangezien dat indertijd niet mogelijk was voor Nederlanders die in het buitenland woonden. Er lag al voordat de verloving bekendgemaakt werd een wetsvoorstel op tafel om de wet zodanig aan te passen dat dit wel mogelijk werd, maar de afwikkeling zou normaliter pas na de voorgenomen huwelijksdag plaatsvinden. Speciaal voor Christina werd daarom het wetsvoorstel versneld afgehandeld. De wet werd om die reden bekend als het Christina-wetje.
De prinses en haar echtgenoot vestigden zich na hun huwelijksdag in New York, waar het paar werkte en elkaar had leren kennen.
Het paar kreeg drie kinderen:
- Bernardo Federico Tomás (17 juni 1977)
- Nicolás Daniel Mauricio (6 juli 1979)
- Juliana Edenia Antonia (8 oktober 1981)

In 1984 verhuisde het gezin naar Nederland en vestigde zich in eerste instantie in de Soestervleugel van Paleis Soestdijk, totdat de bouw van hun in Wassenaar gelegen Villa Eikenhorst in 1987 gereed was.
Door haar afstamming van keurvorstin Sophia van Hannover (1630-1714) had Christina sinds haar geboorte ook het Britse staatsburgerschap, gebaseerd op de Sophia Naturalization Act. Toen zij op Tweede Paasdag 1992 officieel tot de Rooms-Katholieke Kerk toetrad (kardinaal Willebrands diende haar het Heilig Vormsel toe), verloor zij conform diezelfde wet automatisch haar Britse nationaliteit. Een Brits paspoort heeft zij nooit gehad.
In 1994 vroeg Christina echtscheiding aan. Twee jaar later was deze een feit. Christina vestigde zich hierna in New York met haar zoons. Juliana jr. ging bij haar vader in Londen wonen. Christina heeft ook in Italië gewoond. Zij had tevens een appartement op het terrein van Paleis Noordeinde in Den Haag, boven de Koninklijke Stallen.
Christina heeft bij diverse gebeurtenissen in de koninklijke familie opgetreden als zangeres: bij de dopen van haar nicht Carolina de Bourbon de Parme en van haar eigen zoon Nicolás Guillermo, bij de vijftigste verjaardag van haar zwager Pieter van Vollenhoven, bij de uitvaarten van haar ouders, en tevens bij de huwelijken van haar neef Bernhard van Vollenhoven en van haar zoon Bernardo. Bij bijzondere gebeurtenissen in de koninklijke familie was Christina er doorgaans bij. Als muziekliefhebster vergezelde ze haar oudste zuster Beatrix bij het jaarlijkse Koninginnedagconcert in Paleis Noordeinde.

## Carrière
Na haar studies in Montreal besloot Christina zangles te gaan geven op een Montessorischool in New York. Ook gaf ze privé zangles.
In 1990 verleende de prinses haar naam aan een stichting voor jonge musicerende kinderen en jongeren. Het Edith Stein Concours heette vanaf toen Prinses Christina Concours. Zij was erevoorzitter van deze stichting.
Prinses Christina heeft twee cd's opgenomen: in 2000 een kerstalbum, en in 2002 The ME Nobody Knows: A Tribute to New York, waarop ook twee duetten die ze met Rob de Nijs zong. De opbrengsten gingen respectievelijk naar het Prinses Christina Concours en naar de slachtoffers van de aanslagen op 11 september 2001.
Na het volgen van een opleiding tot danstherapeute hield Christina zich de laatste jaren van haar leven bezig met dans- en klanktherapie. In Nederland werkte ze onder andere in Huizen en Breda met Stichting Visio om haar kennis over technieken op het gebied van dans, klank en fysieke aanraking bij ondersteuning aan blinden en slechtzienden te delen.

## Belastingroute
In 2009 werd bekend dat de prinses gebruik maakte van brievenbusfirma's op het Kanaaleiland Guernsey. Via de Daffodil Trust en de Crocus Trust zou aanzienlijk worden bespaard op de betaling van vermogensbelasting in het Verenigd Koninkrijk. Deze brievenbusfirma's werden bestuurd vanuit een stichting die zetelde in Paleis Noordeinde, het werkpaleis van koningin Beatrix. Velen, ook binnen de Tweede Kamer, achtten een dergelijke constructie - hoewel legaal - in strijd met de voorbeeldfunctie die leden van de koninklijke familie geacht worden te vervullen. Op 8 oktober 2009 werd bekend dat de belastingroute voortaan via een vermogensbeheerder in Eindhoven zou lopen en niet meer via het paleis.

## Verkoop van kunst

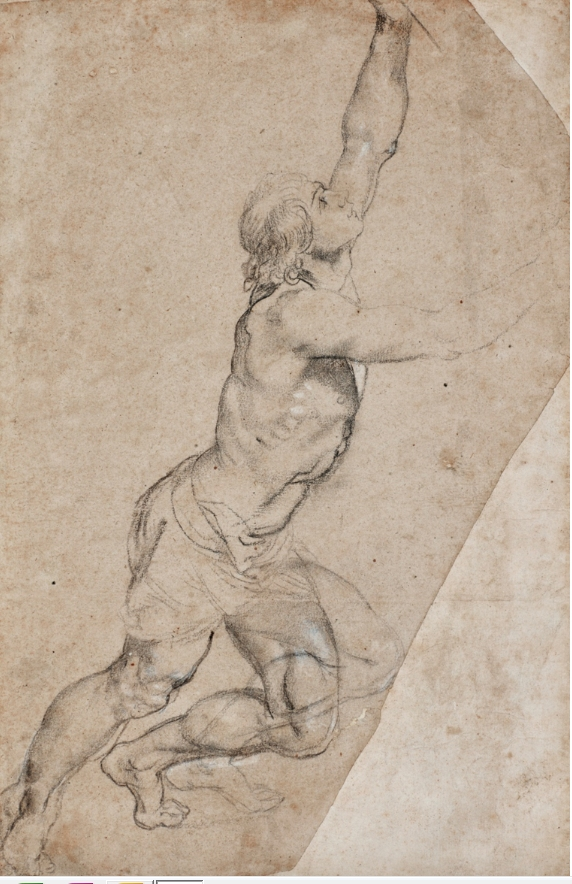
Rubens, tekening van een jonge man, geveild bij Sotheby's in 2019.

Prinses Christina verkocht meermaals kunstwerken die zij had geërfd van haar grootmoeder Wilhelmina en haar moeder Juliana. De meeste ervan waren verworven door haar betovergrootouders koning Willem II en diens echtgenote Anna Paulowna, die beiden grote kunstverzamelaars waren.
In 1988 deed prinses Christina ruim honderd historische penningen van de hand; naar eigen zeggen, omdat ze door haar "slechte gezichtsvermogen weinig kijkgenot aan de munten beleefde".
In 2019 bood prinses Christina een aantal kunstwerken te koop aan bij veilinghuis Sotheby's in New York. Het topstuk was een houtskooltekening van Peter Paul Rubens; een studie van 49,1 bij 31,5 cm met een volgens het veilinghuis geschatte waarde van 2,5 miljoen tot 3,5 miljoen US-dollar. In Nederlandse museum- en kunstkringen kwam kritiek op de veilingverkoop. De vraag rees of de Oranjes niet de morele plicht hadden om de kunstwerken eerst aan Nederlandse musea aan te bieden. Volgens premier Mark Rutte ging het om privébezit en leverde de verkoop daarom geen wettelijke problemen op.
Uit het Nationaal Aankoopfonds van het Nederlandse ministerie van Onderwijs, Cultuur en Wetenschap werd 992.000 euro beschikbaar gesteld aan een coalitie van drie Nederlandse partijen (museum Boijmans van Beuningen, Vereniging Rembrandt en Mondriaan Fonds) om de Rubensschets voor Nederland te behouden. De gelegenheidscoalitie bracht ook zelf geld in. De veiling van het werk ging desondanks gewoon door. Het kunstwerk van Rubens bracht op de veiling die op 30 januari 2019 plaatsvond, inclusief 12,9% veilingkosten, een bedrag op van 8.202.000 dollar (7.164.633 euro). De koper bleef anoniem. De totale opbrengst van de verkochte kunstwerken was - opnieuw inclusief de veilingkosten - ruim 8 miljoen euro.
Een direct gevolg van Christina's laatste veiling was dat de Nederlandse minister van Cultuur een commissie instelde die moest onderzoeken of de wettelijke bescherming van particulier kunstbezit in voldoende mate geregeld was of dat aanpassing noodzakelijk was. Daaruit vloeide een vaste onafhankelijke commissie voort, die in kaart moest brengen welke hiaten er nog waren in de Nederlandse verzameling erfgoed in openbaar bezit. De commissie moest ook gaan adviseren welk particulier kunstbezit bescherming van de Staat verdiende, om de kans te verkleinen dat het aan het buitenland zou worden verkocht.

## Overlijden
In het najaar van 2017 werd bij de prinses botkanker geconstateerd. Dit liet de Rijksvoorlichtingsdienst in juni 2018 weten.
De prinses overleed op 16 augustus 2019 in het complex van Paleis Noordeinde in Den Haag. Vier dagen later werd haar lichaam overgebracht naar de in de tuin van Paleis Noordeinde gelegen Koepel van Fagel, die als een chapelle ardente was ingericht. Genodigden konden hier afscheid nemen. De kist was bedekt met een bloemstuk van zonnebloemen. Op 22 augustus vond de uitvaart plaats in een besloten afscheidsbijeenkomst in het koetshuis van de Koninklijke Stallen van Paleis Noordeinde. Christina werd als eerste Oranje gecremeerd.

## Onderscheidingen
- Inhuldigingsmedaille 1948
- Herinneringsmedaille 1962
- Huwelijksmedaille 1966
- Inhuldigingsmedaille 1980
- Huwelijksmedaille 2002
- Inhuldigingsmedaille 2013
- Grootkruis in de Orde van de Nederlandse Leeuw

## Voorouders
| Ernst van Lippe-Biesterfeld | Ernst van Lippe-Biesterfeld | Ernst van Lippe-Biesterfeld | Ernst van Lippe-Biesterfeld | Ernst van Lippe-Biesterfeld | Ernst van Lippe-Biesterfeld | Karoline von Wartensleben | Karoline von Wartensleben | Karoline von Wartensleben | Karoline von Wartensleben | Karoline von Wartensleben      | Karoline von Wartensleben      |                                |                                | Aschwin von Sierstorpff-Cramm  | Aschwin von Sierstorpff-Cramm  | Aschwin von Sierstorpff-Cramm | Aschwin von Sierstorpff-Cramm | Aschwin von Sierstorpff-Cramm | Aschwin von Sierstorpff-Cramm | Hedwig von Sierstorpff        | Hedwig von Sierstorpff        | Hedwig von Sierstorpff | Hedwig von Sierstorpff | Hedwig von Sierstorpff | Hedwig von Sierstorpff |  |  | Frederik Frans II van Mecklenburg-Schwerin | Frederik Frans II van Mecklenburg-Schwerin | Frederik Frans II van Mecklenburg-Schwerin | Frederik Frans II van Mecklenburg-Schwerin | Frederik Frans II van Mecklenburg-Schwerin | Frederik Frans II van Mecklenburg-Schwerin | Marie van Schwarzburg-Rudolstadt | Marie van Schwarzburg-Rudolstadt | Marie van Schwarzburg-Rudolstadt | Marie van Schwarzburg-Rudolstadt | Marie van Schwarzburg-Rudolstadt | Marie van Schwarzburg-Rudolstadt |           |           | Willem III | Willem III | Willem III | Willem III | Willem III | Willem III | Emma       | Emma       | Emma | Emma | Emma | Emma |  |  |  |  |  |  |  |  |  |  |  |  |  |  |  |  |  |  |  |  |  |  |  |  |  |  |  |  |  |  |  |  |  |  |  |  |  |  |  |  |  |  |  |  |  |  |  |  |
| Ernst van Lippe-Biesterfeld | Ernst van Lippe-Biesterfeld | Ernst van Lippe-Biesterfeld | Ernst van Lippe-Biesterfeld | Ernst van Lippe-Biesterfeld | Ernst van Lippe-Biesterfeld | Karoline von Wartensleben | Karoline von Wartensleben | Karoline von Wartensleben | Karoline von Wartensleben | Karoline von Wartensleben      | Karoline von Wartensleben      |                                |                                | Aschwin von Sierstorpff-Cramm  | Aschwin von Sierstorpff-Cramm  | Aschwin von Sierstorpff-Cramm | Aschwin von Sierstorpff-Cramm | Aschwin von Sierstorpff-Cramm | Aschwin von Sierstorpff-Cramm | Hedwig von Sierstorpff        | Hedwig von Sierstorpff        | Hedwig von Sierstorpff | Hedwig von Sierstorpff | Hedwig von Sierstorpff | Hedwig von Sierstorpff |  |  | Frederik Frans II van Mecklenburg-Schwerin | Frederik Frans II van Mecklenburg-Schwerin | Frederik Frans II van Mecklenburg-Schwerin | Frederik Frans II van Mecklenburg-Schwerin | Frederik Frans II van Mecklenburg-Schwerin | Frederik Frans II van Mecklenburg-Schwerin | Marie van Schwarzburg-Rudolstadt | Marie van Schwarzburg-Rudolstadt | Marie van Schwarzburg-Rudolstadt | Marie van Schwarzburg-Rudolstadt | Marie van Schwarzburg-Rudolstadt | Marie van Schwarzburg-Rudolstadt |           |           | Willem III | Willem III | Willem III | Willem III | Willem III | Willem III | Emma       | Emma       | Emma | Emma | Emma | Emma |  |  |  |  |  |  |  |  |  |  |  |  |  |  |  |  |  |  |  |  |  |  |  |  |  |  |  |  |  |  |  |  |  |  |  |  |  |  |  |  |  |  |  |  |  |  |  |  |
|                             |                             |                             |                             |                             |                             |                           |                           |                           |                           |                                |                                |                                |                                |                                |                                |                               |                               |                               |                               |                               |                               |                        |                        |                        |                        |  |  |                                            |                                            |                                            |                                            |                                            |                                            |                                  |                                  |                                  |                                  |                                  |                                  |           |           |            |            |            |            |            |            |            |            |      |      |      |      |  |  |  |  |  |  |  |  |  |  |  |  |  |  |  |  |  |  |  |  |  |  |  |  |  |  |  |  |  |  |  |  |  |  |  |  |  |  |  |  |  |  |  |  |  |  |  |  |
|                             |                             |                             |                             | Prins Bernhard van Lippe    | Prins Bernhard van Lippe    | Prins Bernhard van Lippe  | Prins Bernhard van Lippe  | Prins Bernhard van Lippe  | Prins Bernhard van Lippe  |                                |                                |                                |                                |                                |                                | Armgard van Sierstorpff-Cramm | Armgard van Sierstorpff-Cramm | Armgard van Sierstorpff-Cramm | Armgard van Sierstorpff-Cramm | Armgard van Sierstorpff-Cramm | Armgard van Sierstorpff-Cramm |                        |                        |                        |                        |  |  |                                            |                                            |                                            |                                            | Hendrik van Mecklenburg-Schwerin           | Hendrik van Mecklenburg-Schwerin           | Hendrik van Mecklenburg-Schwerin | Hendrik van Mecklenburg-Schwerin | Hendrik van Mecklenburg-Schwerin | Hendrik van Mecklenburg-Schwerin |                                  |                                  |           |           |            |            | Wilhelmina | Wilhelmina | Wilhelmina | Wilhelmina | Wilhelmina | Wilhelmina |      |      |      |      |  |  |  |  |  |  |  |  |  |  |  |  |  |  |  |  |  |  |  |  |  |  |  |  |  |  |  |  |  |  |  |  |  |  |  |  |  |  |  |  |  |  |  |  |  |  |  |  |
|                             |                             |                             |                             | Prins Bernhard van Lippe    | Prins Bernhard van Lippe    | Prins Bernhard van Lippe  | Prins Bernhard van Lippe  | Prins Bernhard van Lippe  | Prins Bernhard van Lippe  |                                |                                |                                |                                |                                |                                | Armgard van Sierstorpff-Cramm | Armgard van Sierstorpff-Cramm | Armgard van Sierstorpff-Cramm | Armgard van Sierstorpff-Cramm | Armgard van Sierstorpff-Cramm | Armgard van Sierstorpff-Cramm |                        |                        |                        |                        |  |  |                                            |                                            |                                            |                                            | Hendrik van Mecklenburg-Schwerin           | Hendrik van Mecklenburg-Schwerin           | Hendrik van Mecklenburg-Schwerin | Hendrik van Mecklenburg-Schwerin | Hendrik van Mecklenburg-Schwerin | Hendrik van Mecklenburg-Schwerin |                                  |                                  |           |           |            |            | Wilhelmina | Wilhelmina | Wilhelmina | Wilhelmina | Wilhelmina | Wilhelmina |      |      |      |      |  |  |  |  |  |  |  |  |  |  |  |  |  |  |  |  |  |  |  |  |  |  |  |  |  |  |  |  |  |  |  |  |  |  |  |  |  |  |  |  |  |  |  |  |  |  |  |  |
|                             |                             |                             |                             |                             |                             |                           |                           |                           |                           | Bernhard van Lippe-Biesterfeld | Bernhard van Lippe-Biesterfeld | Bernhard van Lippe-Biesterfeld | Bernhard van Lippe-Biesterfeld | Bernhard van Lippe-Biesterfeld | Bernhard van Lippe-Biesterfeld |                               |                               |                               |                               |                               |                               |                        |                        |                        |                        |  |  |                                            |                                            |                                            |                                            |                                            |                                            |                                  |                                  |                                  |                                  | Juliana                          | Juliana                          | Juliana   | Juliana   | Juliana    | Juliana    |            |            |            |            |            |            |      |      |      |      |  |  |  |  |  |  |  |  |  |  |  |  |  |  |  |  |  |  |  |  |  |  |  |  |  |  |  |  |  |  |  |  |  |  |  |  |  |  |  |  |  |  |  |  |  |  |  |  |
|                             |                             |                             |                             |                             |                             |                           |                           |                           |                           | Bernhard van Lippe-Biesterfeld | Bernhard van Lippe-Biesterfeld | Bernhard van Lippe-Biesterfeld | Bernhard van Lippe-Biesterfeld | Bernhard van Lippe-Biesterfeld | Bernhard van Lippe-Biesterfeld |                               |                               |                               |                               |                               |                               |                        |                        |                        |                        |  |  |                                            |                                            |                                            |                                            |                                            |                                            |                                  |                                  |                                  |                                  | Juliana                          | Juliana                          | Juliana   | Juliana   | Juliana    | Juliana    |            |            |            |            |            |            |      |      |      |      |  |  |  |  |  |  |  |  |  |  |  |  |  |  |  |  |  |  |  |  |  |  |  |  |  |  |  |  |  |  |  |  |  |  |  |  |  |  |  |  |  |  |  |  |  |  |  |  |
|                             |                             |                             |                             |                             |                             |                           |                           |                           |                           |                                |                                |                                |                                |                                |                                |                               |                               |                               |                               |                               |                               |                        |                        |                        |                        |  |  |                                            |                                            |                                            |                                            |                                            |                                            |                                  |                                  |                                  |                                  |                                  |                                  |           |           |            |            |            |            |            |            |            |            |      |      |      |      |  |  |  |  |  |  |  |  |  |  |  |  |  |  |  |  |  |  |  |  |  |  |  |  |  |  |  |  |  |  |  |  |  |  |  |  |  |  |  |  |  |  |  |  |  |  |  |  |
|                             |                             |                             |                             |                             |                             |                           |                           |                           |                           |                                |                                |                                |                                |                                |                                |                               |                               |                               |                               |                               |                               |                        |                        |                        |                        |  |  |                                            |                                            |                                            |                                            |                                            |                                            |                                  |                                  |                                  |                                  |                                  |                                  |           |           |            |            |            |            |            |            |            |            |      |      |      |      |  |  |  |  |  |  |  |  |  |  |  |  |  |  |  |  |  |  |  |  |  |  |  |  |  |  |  |  |  |  |  |  |  |  |  |  |  |  |  |  |  |  |  |  |  |  |  |  |
|                             |                             |                             |                             |                             |                             |                           |                           |                           |                           |                                |                                | Beatrix                        | Beatrix                        | Beatrix                        | Beatrix                        | Beatrix                       | Beatrix                       |                               |                               | Irene                         | Irene                         | Irene                  | Irene                  | Irene                  | Irene                  |  |  | Margriet                                   | Margriet                                   | Margriet                                   | Margriet                                   | Margriet                                   | Margriet                                   |                                  |                                  | Christina                        | Christina                        | Christina                        | Christina                        | Christina | Christina |            |            |            |            |            |            |            |            |      |      |      |      |  |  |  |  |  |  |  |  |  |  |  |  |  |  |  |  |  |  |  |  |  |  |  |  |  |  |  |  |  |  |  |  |  |  |  |  |  |  |  |  |  |  |  |  |  |  |  |  |